# Suzdàlevo
Suzdàlevo (en rus: Суздалево) és un poble del krai de Krasnoiarsk, a Rússia, segons el cens del 2010 tenia 30 habitants. Pertany al districte municipal d'Àban.